# Tim Melia
Timothy Melia (Great River, Nueva York, Estados Unidos; 15 de mayo de 1986) es un futbolista estadounidense. Juega de guardameta.

## Trayectoria
Melia jugó soccer universitario para los Oneonta Red Dragons y los Lynn Fighting Knights entre 2004 y 2007. En 2007 jugó para los Long Island Rough Riders de la USL Premier Development League.
Su primer club fue el Rochester Rhinos de la USL First Division entre 2008 y 2009. Llegó a la MLS en marzo de 2010, fichando por el Real Salt Lake, club que lo envió a préstamo al Charleston Battery en 2010 y al F.C. New York en 2011.
Entre 2012 y 2014, Melia formó parte del Chivas USA donde disputó 6 encuentros. En 2014 fue arquero comidín de la MLS (Pool Goalkeeper), siendo cedido a tres clubes.
En diciembre de 2014 fichó en el Sporting Kansas City.

## Estadísticas
Actualizado al último partido disputado el 24 de julio de 2022
| Club                                    | Div.          | Temporada     | Liga  | Liga  | Copas nacionales | Copas nacionales | Copas internacionales | Copas internacionales | Total | Total |
| Club                                    | Div.          | Temporada     | Part. | Goles | Part.            | Goles            | Part.                 | Goles                 | Part. | Goles |
| --------------------------------------- | ------------- | ------------- | ----- | ----- | ---------------- | ---------------- | --------------------- | --------------------- | ----- | ----- |
| Long Island Rough Riders Estados Unidos | 4.ª           | 2007          | 7     | 0     | 0                | 0                | —                     | —                     | 7     | 0     |
| Long Island Rough Riders Estados Unidos | Total club    | Total club    | 7     | 0     | 0                | 0                | 0                     | 0                     | 7     | 0     |
| Rochester Rhinos Estados Unidos         | 2.ª           | 2008          | 1     | 0     | 0                | 0                | —                     | —                     | 1     | 0     |
| Rochester Rhinos Estados Unidos         | 2.ª           | 2009          | 14    | 0     | 0                | 0                | —                     | —                     | 14    | 0     |
| Rochester Rhinos Estados Unidos         | Total club    | Total club    | 15    | 0     | 0                | 0                | 0                     | 0                     | 15    | 0     |
| Real Salt Lake Estados Unidos           | 1.ª           | 2010          | 0     | 0     | 0                | 0                | 0                     | 0                     | 0     | 0     |
| Real Salt Lake Estados Unidos           | Total club    | Total club    | 0     | 0     | 0                | 0                | 0                     | 0                     | 0     | 0     |
| Charleston Battery Estados Unidos       | 3.ª           | 2010          | 16    | 0     | 3                | 0                | —                     | —                     | 19    | 0     |
| Charleston Battery Estados Unidos       | Total club    | Total club    | 16    | 0     | 3                | 0                | 0                     | 0                     | 19    | 0     |
| F.C. New York Estados Unidos            | 3.ª           | 2011          | 4     | 0     | 0                | 0                | —                     | —                     | 4     | 0     |
| F.C. New York Estados Unidos            | Total club    | Total club    | 4     | 0     | 0                | 0                | 0                     | 0                     | 4     | 0     |
| Chivas USA Estados Unidos               | 1.ª           | 2012          | 2     | 0     | 3                | 0                | —                     | —                     | 5     | 0     |
| Chivas USA Estados Unidos               | 1.ª           | 2013          | 2     | 0     | 0                | 0                | —                     | —                     | 2     | 0     |
| Chivas USA Estados Unidos               | 1.ª           | 2014          | 2     | 0     | 0                | 0                | —                     | —                     | 2     | 0     |
| Chivas USA Estados Unidos               | Total club    | Total club    | 6     | 0     | 3                | 0                | 0                     | 0                     | 9     | 0     |
| Sporting Kansas City Estados Unidos     | 1.ª           | 2014          | 24    | 0     | 0                | 0                | —                     | —                     | 24    | 0     |
| Sporting Kansas City Estados Unidos     | 1.ª           | 2015          | 28    | 0     | 5                | 0                | 0                     | 0                     | 33    | 0     |
| Sporting Kansas City Estados Unidos     | 1.ª           | 2016          | 1     | 0     | 0                | 0                | 0                     | 0                     | 1     | 0     |
| Sporting Kansas City Estados Unidos     | 1.ª           | 2017          | 31    | 0     | 5                | 0                | 1                     | 0                     | 37    | 0     |
| Sporting Kansas City Estados Unidos     | 1.ª           | 2018          | 38    | 0     | 1                | 0                | 0                     | 0                     | 39    | 0     |
| Sporting Kansas City Estados Unidos     | 1.ª           | 2019          | 32    | 0     | 0                | 0                | 5                     | 0                     | 37    | 0     |
| Sporting Kansas City Estados Unidos     | 1.ª           | 2020          | 24    | 0     | 0                | 0                | —                     | —                     | 24    | 0     |
| Sporting Kansas City Estados Unidos     | 1.ª           | 2021          | 30    | 0     | 0                | 0                | 0                     | 0                     | 30    | 0     |
| Sporting Kansas City Estados Unidos     | 1.ª           | 2022          | 21    | 0     | 0                | 0                | —                     | —                     | 21    | 0     |
| Sporting Kansas City Estados Unidos     | 1.ª           | 2023          | 0     | 0     | 0                | 0                | —                     | —                     | 0     | 0     |
| Sporting Kansas City Estados Unidos     | Total club    | Total club    | 229   | 0     | 11               | 0                | 6                     | 0                     | 246   | 0     |
| Total carrera                           | Total carrera | Total carrera | 277   | 0     | 17               | 0                | 6                     | 0                     | 300   | 0     |

## Palmarés

### Títulos nacionales
| Título              | Club                 | País           | Año  |
| ------------------- | -------------------- | -------------- | ---- |
| USL Second Division | Charleston Battery   | Estados Unidos | 2010 |
| U.S. Open Cup       | Sporting Kansas City | Estados Unidos | 2015 |
| U.S. Open Cup       | Sporting Kansas City | Estados Unidos | 2017 |

### Distinciones individuales
| Distinción                                | Año  |
| ----------------------------------------- | ---- |
| Portero del año de la Major League Soccer | 2017 |
| MLS Best XI                               | 2017 |